# Bataille de Mărăști
Première Guerre mondiale
Batailles
Front d'Europe de l’Est
- Stallupönen (08-1914)
- Gumbinnen (08-1914)
- Tannenberg (08-1914)
- Île d'Odensholm (08-1914)
- Lemberg (08-1914)
- Krasnik (08-1914)
- Komarów (08-1914)
- Lacs de Mazurie (I) (09-1914)
- Przemyśl (09-1914)
- Vistule (09-1914)
- Łódź (11-1914)
- Limanowa (12-1914)
- Bolimov (01-1915)
- Zwinin (02-1915)
- Lacs de Mazurie (II) (02-1915)
- Przasnysz (02-03-1915)
- Schaulen (04-07-1915)
- Gorlice-Tarnów (05-1915)
- Boug (06-08-1915)
- Narew (07-08-1915)
- Novogeorgievsk (08-1915)
- Varsovie (08-1915)
- Sventiany (09-1915)
- Lac Narotch (03-1916)
- Offensive Broussilov (06-1916)
- Offensive de Baranavitchy (07-1916)
- Turtucaia (09-1916)
- Offensive Flămânda (09-1916)
- Argeș (12-1916)
- Offensive Kerenski (07-1917)
- Bataille de Riga (09-1917)
- Opération Albion (09-10-1917)
- Mărășești (08-1917)
- Traité de Brest-Litovsk (03-1918)
- Traité de Brest-Litovsk (03-1918)
- Bakhmatch (03-1918)

Front d'Europe de l’Ouest
Front italien
Front des Balkans
Front du Moyen-Orient
Front africain
Bataille de l'Atlantique
La bataille de Mărăști (ro) a été l'une des principales batailles sur le sol roumain durant la première Guerre Mondiale. Elle a eu lieu du 22 juillet au 1er août 1917. Les armées roumaine et russe attaquent afin d'encercler et de détruire les allemands de la 9e Armée. L'opération a été planifiée en tandem avec l'attaque de la Nămoloasa ; toutefois, cette dernière a été abandonnée avant de commencer. Les Alliés sont victorieux et reprennent une trentaine de villages roumains.

## Les forces en présence
Début juillet, selon le plan de campagne réalisé en mai par le Haut Commandement, les dernières instructions ont été données à la 1re et 2e Armées roumaines. La 1re Armée devait effectuer la principale attaque autour de Nămoloasa et puis, sur le terrain préparé par ce dernier, la 2e Armée, commandée par le Général Alexandru Averescu, devait réaliser la deuxième étape de l'attaque vers Mărăşti. L'objectif de l'opération — la reprise à l'ennemi du secteur Poiana Încărcătoarea–Răcoasa — était contenu dans l'ordre de mission no 1638.
Les effectifs sont équivalents des deux côtés du front. Cependant, le Haut Commandement roumain avait massé des forces supplémentaires le long de la direction des attaques prévues pour la 2e Armée, créant ainsi une situation plus avantageuse pour la Roumanie.
À l'été 1917, une des plus grandes concentrations de forces dans la Première Guerre Mondiale est située en Roumanie : 9 armées, 80 divisions d'infanterie et 19 divisions de cavalerie, pour un total de 974 bataillons, 550 escadrons et 923 batteries d'artillerie. 800 000 combattants et 1 000 000 réservistes étaient présents.

## Situation sur le front

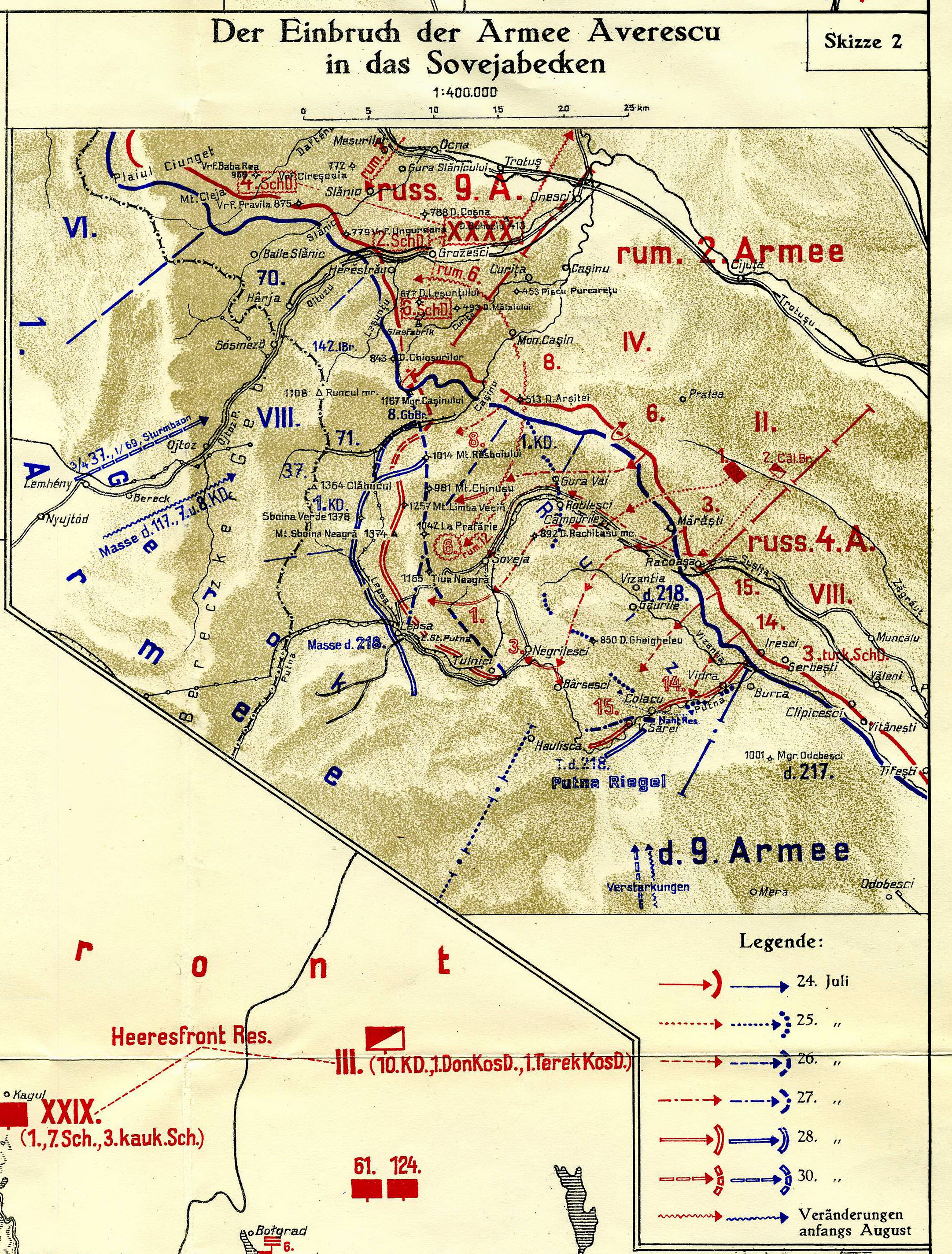
Du nord au sud : la 9e armée russe, la 2e armée roumaine et la 4e armée russe ; entre ces deux dernières Marasti.

Lorsque l'opération a commencé, la situation sur le front Mărăşti-Nămoloasa est la suivante : la 2e Armée roumaine a été placée entre la colline Arşiţa Mocanului et la commune de Răcoasa. La 9e Armée russe était sur son flanc droit et la 7e Armée russe sur son flanc gauche. Chacune des trois divisions de premier ordre de l'avant-garde de la 2e Armée couvrait 12 km de front. Face aux Roumains se trouvait le flanc droit de la Première Armée Austro-hongroise ; plus spécifiquement, des éléments du Groupe Gerok. L'essentiel des forces austro-hongroises, sont entre les collines de Momâia et d'Arșița Mocanului. De même, chaque division couvrait 12 km de front.

## Préparation de la bataille
L'ordre de bataille roumain prévoyait trois phases pour l'offensive principale. Les commandants ennemis ont eu connaissance de ces plans, mais ils pensaient qu'ils avaient la capacité de repousser leurs offensives et même de lancer une contre-attaque.
Avant l'assaut des troupes au sol, l'artillerie roumaine eut un rôle décisif dans la réussite de l'opération. Elle attaqua, détruisit et désorganisa la première ligne de défense et créa des brèches dans les barbelés. Sa mission anti-artillerie tenta aussi de détruire les batteries ennemies. Le travail préparatoire de l'artillerie eut lieu du 22 juillet à 12 heures jusqu'au lendemain à 8 heures. L'efficacité de ce travail fut très appréciée par les officiers roumains et constamment surveillée par les troupes en première ligne. Le commandement de la 2e armée décida donc, par l'ordre N ° 1908, de lancer l'attaque au sol le 24 juillet, à 4 heures du matin.

## Conséquences
La bataille de Mărăști représenta un tournant important dans l'évolution des opérations militaires sur le front roumain, remontant aussi le moral des troupes roumaines. Réorganisés et bien formés, expérimentés à la suite de la campagne de 1916, les soldats roumains se révèlent un adversaire capable de poser problème, et même de vaincre les fameuses armées allemande et austro-hongroise. Le résultat de cette bataille n'était pas seulement dû aux compétences tactiques des officiers et des artilleurs roumains, et à leur bonne collaboration avec les troupes au sol, à la détermination et à la ténacité au combat des soldats roumains, mais aussi à l'aide précieuse offerte par les habitants, qui ont fourni des renseignements sur l'ennemi et guidé les troupes roumaines sur des sentiers de montagne vers les flancs de l'ennemi et même derrière ses lignes.
La victoire roumaine a fortement touché l'opinion publique, comme le montrent les réactions de la presse. Quelques jours après la fin de la bataille, Le Times a écrit : "Le seul point de lumière à l'Est se trouve en Roumanie, où l'armée remodelée attaque vigoureusement les Carpates, obtenant des résultats remarquables." Le Ministre de la Guerre français emploie le même ton pour décrire le succès roumain : "L' Armée française a appris avec joie les belles réussites de l'Armée roumaine (...) Veuillez envoyer mes félicitations les plus chaleureuses et les plus chaleureux vœux des soldats français à leurs frères d'armes".
Le succès de cette offensive poussa le maréchal von Mackensen à déplacer une partie importante de la 9e Armée allemande de Nămoloasa vers Focșani. Cela mena la 9e Armée allemande à modifier sa  direction offensive et réduit donc la pression le long du front de Nămoloasa. En outre, une brèche à agrandir avait été créée dans les lignes allemandes ; une base existait désormais à partir de laquelle les armées Alliées pourrait grandement augmenter leurs futures opérations offensives sur le front roumain.

## Le mausolée de Mărăști

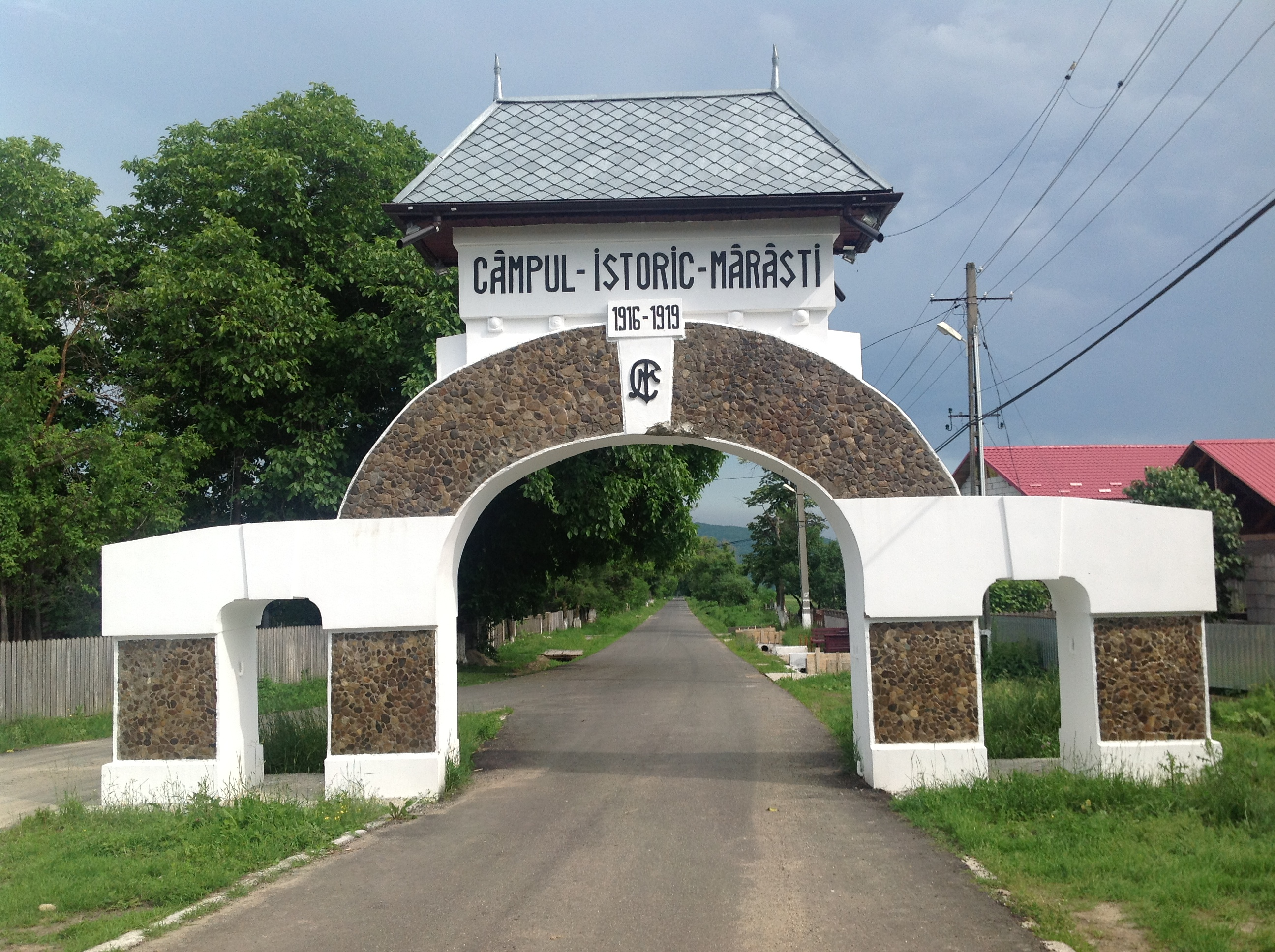
Vue du mausolée.

Afin d'honorer la mémoire des héros de Mărăști et de garder vivant le souvenir des combats qui s'y sont produits, le mausolée de Mărăști a été construit à partir de 1928. Le mausolée a été construit à une altitude de 536 m (où une partie des combats les plus difficiles ont eu lieu) à l'initiative d'officiers et de généraux regroupés dans Société de Mărăști dans la commune de Răcoasa, village de Mărăști.
L'architecte Pandele Șerbănescu a conçu le mausolée, avec des bas-reliefs exécutés par Aurel Bordenache. D'une surface de 1 000 m2, le mausolée est soutenu par deux piliers de béton au-dessus de laquelle deux urnes ont été placées. Elles contenaient autrefois une flamme éternelle. Les piliers sont abondamment décorés avec des bas-reliefs en bronze qui représentent un paysan roumain traversant le front avec des informations sur l'ennemi, et à la réception donnée à un général roumain par les habitants de Marăști. Entre les deux piliers, sur un mur en béton, treize dalles de marbre blanc portent les noms de plus de 900 soldats roumains tombés au combat. Le sous-sol contient des ossuaires de soldats ainsi que des cryptes pour les officiers tombés dans la bataille. Après leur mort, le cercueil du maréchal Alexandru Averescu et ceux des généraux Artur Văitoianu, Alexandru Mărgineanu et Nicolae Arghirescu y ont été déposés.